# Янакиева воденица
Янакиевата воденица (на гръцки: Αλευρόμυλος - σησαμοτριβείο Γιαννάκη) е историческа производствена сграда, воденица, в град Воден, Гърция.
Разположена е в Парка с водопадите, североизточно от Салабашевата мелница. Воденицата е ценен образец за началото на индустриалната архитектура в града, важна за изучаването на еволюцията на архитектурата.
В 1997 година като пример за традиционната производствена архитектура мелницата е обявена за паметник на културата.